# Бирлик (квартал на Истанбул)
„Бирлик“ (на турски: Birlik) е квартал на Истанбул, разположен в околия Есенлер. Общата му площ е 0,61 км2. Според данни на Адресната система за регистриране на населението (ABPRS) към 2023 г. населението на „Бирлик“ е 26 216 жители.